# Trío para piano, Op. 97 (Beethoven)

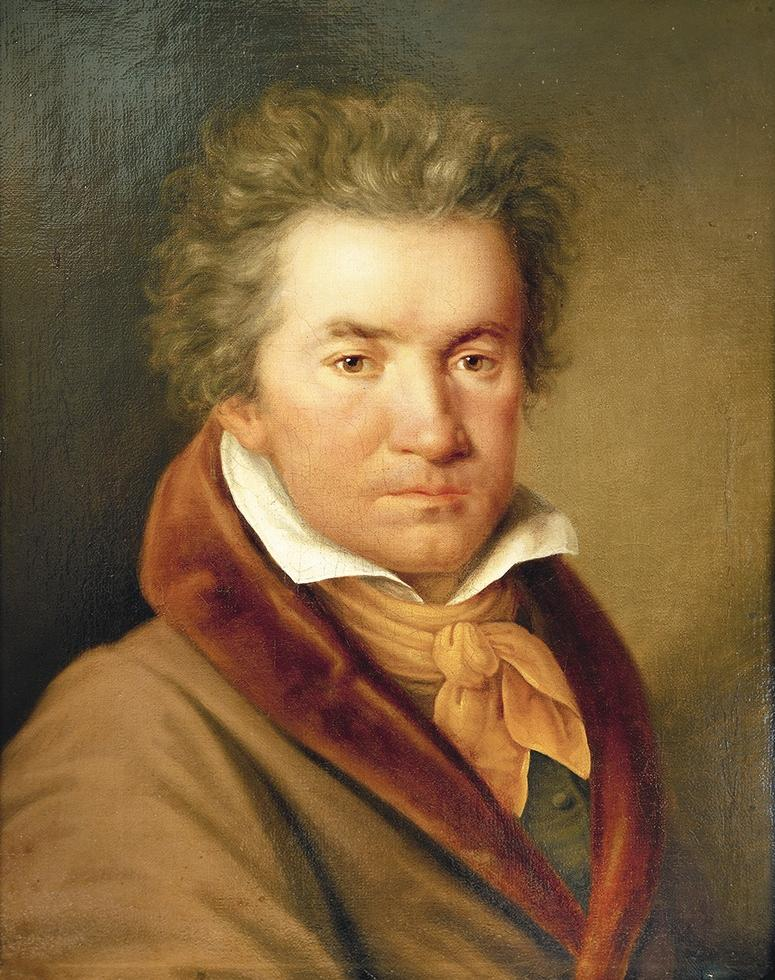
Beethoven en 1815

El trío para piano en si bemol mayor, Op. 97, conocido como Trío Archiduque o en alemán Erzherzog-Trio, es una pieza camerística para violín, violonchelo y piano compuesta por Ludwig van Beethoven en 1811. La partitura está dedicada al archiduque Rodolfo de Austria, del cual le viene el sobrenombre a la pieza.

## Historia

### Composición

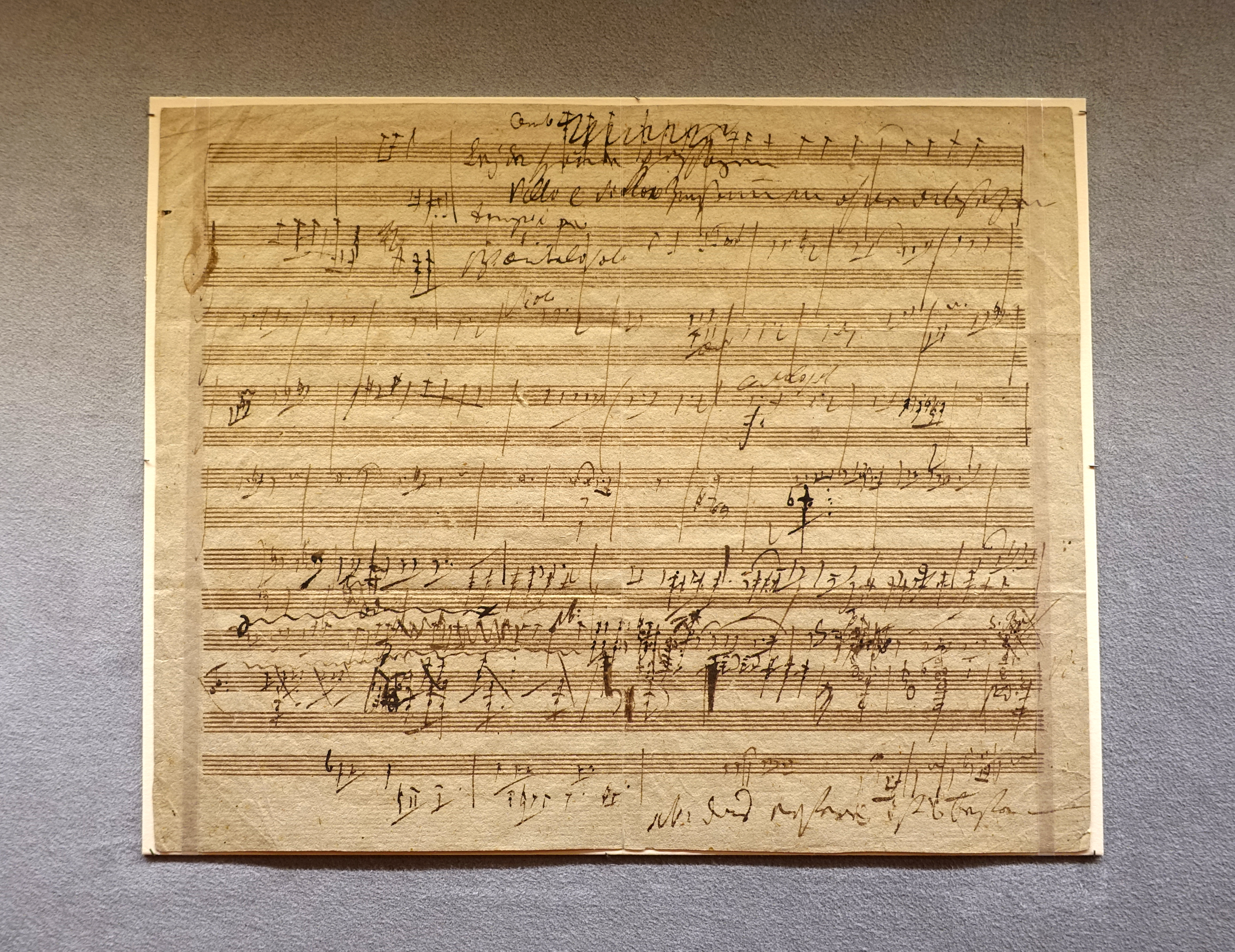
Partitura autógrafa con bocetos de los movimientos tercero y cuarto del Op. 97, 1810-1811 (Morgan Library & Museum, Nueva York).

La composición de la pieza se desarrolló desde el primer borrador que data del verano de 1810 hasta en marzo de 1811, a finales del llamado "período medio" de Beethoven. La obra llegó a buen término apenas unos meses después del exitoso estreno de La victoria de Wellington, Op. 91. Hay mucho debate sobre la cantidad de tiempo que el maestro alemán dedicó a componer el Trío Archiduque, aunque un autógrafo anterior de marzo de 1811 podría probar que se compuso en solo tres semanas. Contiene una parte más prominente para el piano que las composiciones anteriores en este formato. En esta obra Beethoven aumenta la independencia del papel del piano en relación con el violín y el violonchelo, en comparación con sus anteriores tríos para piano. En ese momento, el compositor estaba experimentando un gran éxito con sus composiciones y enfrentaba a sus editores entre sí. En el terreno personal es posible que estuviera considerando el matrimonio de acuerdo con su correspondencia personal.

### Publicación
La primera publicación fue llevada a cabo por Sigmund Anton Steiner en diciembre de 1816 en Viena. 

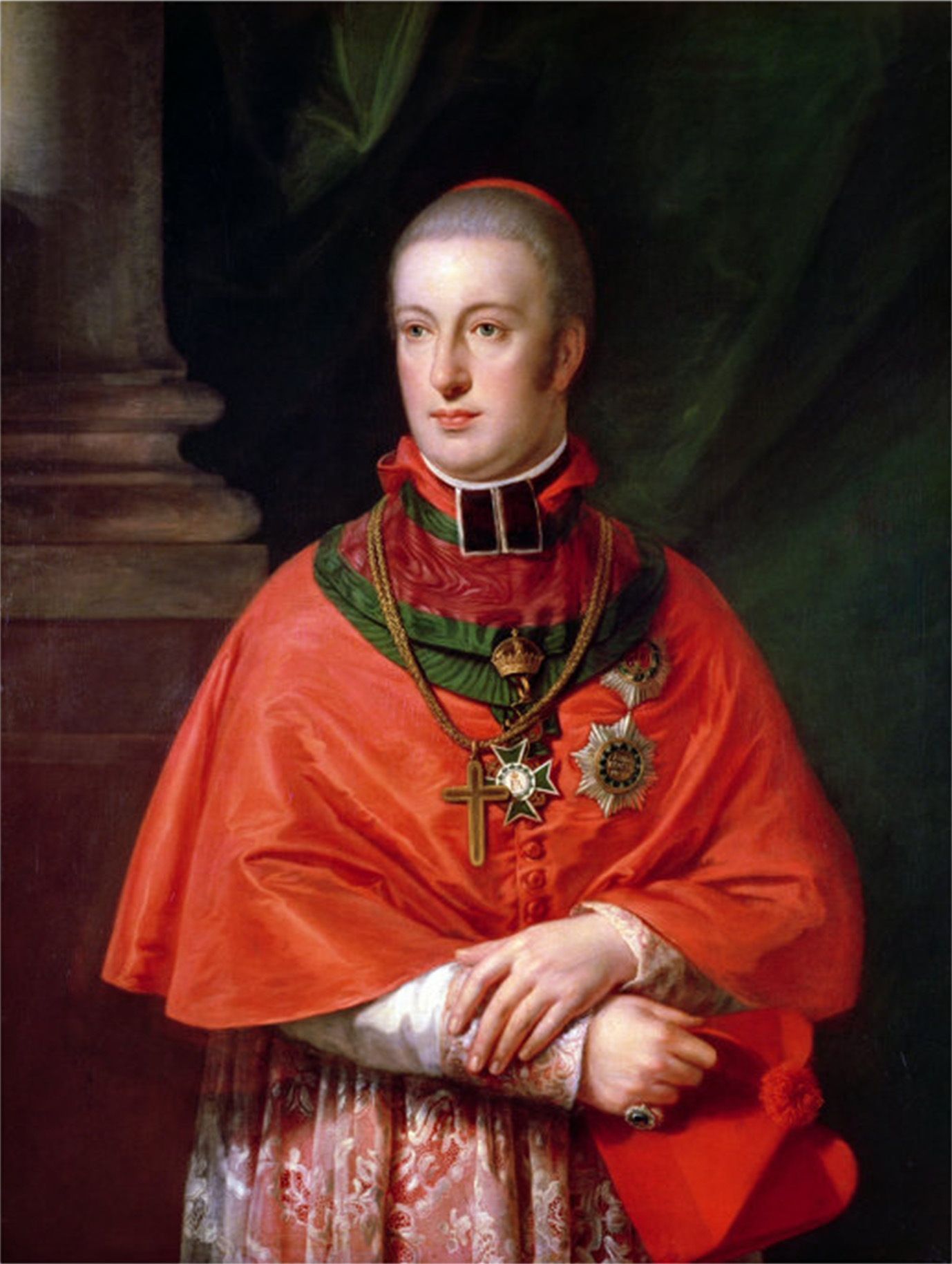
Archiduque Rodolfo, dedicatario de la pieza.

La dedicatoria que figura en la partitura impresa es para el archiduque Rodolfo, el más joven de los doce hijos del emperador Leopoldo II del Sacro Imperio Romano Germánico. Además de ser mecenas, amigo y alumno del maestro alemán, era un talentoso pianista aficionado. Beethoven le dedicó una docena de composiciones. Aunque la relación entre ambos tuvo sus altibajos, el compositor estaba en deuda con él por su apoyo financiero inquebrantable, por lo que continuó dedicándole obras. Beethoven también escribió personalmente al archiduque Rodolfo enviándole el trío recién compuesto para que lo copiaran en el palacio del archiduque por temor a que se lo robaran. Esta era una transacción frecuente entre los dos y dio como resultado que el archiduque estableciera una biblioteca con todas las composiciones de Beethoven, con copias manuscritas para su conservación.

### Primeras interpretaciones
El estreno de la pieza se celebró el 11 de abril de 1814 en el hotel Zum Römischen Kaiser de Viena con la interpretación del propio Beethoven al piano, su amigo Ignaz Schuppanzigh en el violín y Joseph Linke en el violonchelo. Antes del estreno se tiene noticia de un concierto privado en un ambiente informal en la residencia del barón Neuworth que tuvo lugar dos días después de la finalización de la obra en 1811 en el que Beethoven interpretó la pieza. En aquel momento la sordera del compositor comprometía su habilidad como intérprete y tras una actuación repetida unas semanas más tarde, Beethoven nunca volvió a aparecer en público como pianista.
El violinista y compositor Louis Spohr fue testigo de un ensayo de la obra y escribió:

«debido a su sordera, apenas quedaba nada del virtuosismo del artista que antes había sido tan admirado. En los pasajes forte, el pobre sordo golpeaba las teclas hasta que las cuerdas tintineaban y en los pasajes piano tocaba tan suavemente que se omitieron grupos enteros de notas, de modo que la música era ininteligible a menos que uno pudiera leer la parte del pianoforte. Me entristeció profundamente un destino tan duro.»

Ignaz Moscheles, compositor y gran pianista admirador de Beethoven, asistió al estreno y escribió sobre la obra:

«¡en cuántas composiciones está mal aplicada la palabra 'nuevas'! Pero nunca en las de Beethoven, y menos en esta, que de nuevo está llena de originalidad. Su forma de tocar, aparte de su elemento intelectual, me satisfizo menos, careciendo de claridad y precisión; pero observé muchas huellas del gran estilo de tocar que había reconocido durante mucho tiempo en sus composiciones.»

## Estructura y análisis
La pieza consta de cuatro movimientos:
- I. Allegro moderato, en si bemol mayor 4
4
- II. Scherzo. Allegro, en si bemol mayor 3
4
- III. Andante cantabile, ma però con moto, en re mayor 3
4
- IV. Allegro moderato, en si bemol mayor 2
4

La interpretación de esta obra dura aproximadamente 40 minutos. Sigue la estructura tradicional de cuatro movimientos con forma sonata en el primer movimiento y forma de sonata rondó en el último movimiento.

### I.Allegro moderato
El primer movimiento, Allegro moderato, está escrito en la tonalidad de si bemol mayor, en compás de 4/4 y en forma sonata. Los primeros dos compases presentan un motivo que consta de cinco notas que se utilizan en todo el trío en varias formas alteradas. El tema principal sigue en piano hasta la coda donde vuelve con una indicación de fortissimo.

### II.Scherzo. Allegro
El segundo movimiento, Scherzo. Allegro, mantiene la tonalidad inicial de si bemol mayor y el compás pasa a 3/4. Consta de un scherzo rápido y un trío en lugar del movimiento lento tradicional en este tipo de obras de cámara. La tríada utilizada como material motívico en el primer movimiento se presenta aquí como escalas en el segundo.

### III.Andante cantabile, ma però con moto
El tercer movimiento, Andante cantabile, ma però con moto, está re mayor, en ritmo de 3/4 y sigue una forma de variación. Ha habido cierto debate sobre el tempo específico previsto por Beethoven en cuanto a la autenticidad de la inclusión de "con moto" en la partitura.

### IV.Allegro moderato
El cuarto y último movimiento retoma la tonalidad inicial, el ritmo es de 2/4 y emplea una interpretación flexible de la estructura de la forma de rondo sonata: ABA' BA' (Coda). Las similitudes entre los cuatro movimientos pueden parecer culminadas aquí. Durante la extensa coda, hay un desvío en la tonalidad hasta la mayor y mi bemol mayor hasta regresar a la tónica al final. El propio Beethoven indicó durante un ensayo de la pieza que no debía tocarse de forma suave, sino con mucha energía y fuerza.

## Recepción de la obra
Aunque hubo quejas dirigidas a Beethoven después del estreno público con respecto a sus habilidades como intérprete debido a su creciente sordera, el trío en sí disfrutó de mucho éxito y rápidamente fue considerado como una de sus obras maestras. Su reputación y credibilidad como compositor continuaron aumentando. Revistas musicales como Allgemeine musikalische Zeitung vieron al trío como típico de la producción del compositor sin nada fuera de lo común. Consideraron que el scherzo era de naturaleza contrapuntística, lo que habla de qué texturas musicales aún eran aceptables para el público en este momento entre las eras clásica y romántica. Asimismo, en 1823 el Allegemeine musikalische Zeitung hizo un llamamiento a los músicos para que interpretaran la obra con mucha dedicación e inspiración.

## En la cultura popular
Esta obra ha ejercido influencia sobre artistas de otras disciplinas como la literatura o el cine, siendo incluida en novelas así como en bandas sonoras de películas, programas de televisión, etc.
- A Traitor to Memory (2001), novela de Elizabeth George en la que el Trío Archiduque juega un papel vital.[10]
- The Man Who Wasn't There (2001), película de los hermanos Coen en la que el melancólico Andante del tercer movimiento de esta obra juega un papel central, particularmente en la culminante escena final en la silla eléctrica.
- Kafka en la orilla (2002), novela de Haruki Murakami en la cual tanto la pieza como su historia se utilizan para explicar la relación entre los dos personajes principales, Nakata y Hoshino, y el desarrollo de este último como persona.
- Nora Webster (2014), novela de Colm Toibin en que la grabación ocupa un lugar destacada en el desarrollo musical del personaje principal, así como el contraste (la portada del álbum) para un examen interno de cómo su vida podría haber sido diferente.

## Discografía selecta
La obra se ha convertido en la piedra de toque para todos los conjuntos camerísticos de formación en Trío con piano, sobresalen entre todas las siguientes interpretaciones y grabaciones.
- 1928 – Alfred Cortot piano, Jacques Thibaud violín, Pablo Casals violonchelo (EMI Classics; reedición Naxos). Se le otorgó un Diapason d'or en la revista Diapason n.º 348 de abril de 1989 y la reedición Naxos en el n.º 503 de mayo de 2003. «¿El sonido de otra época? Tal vez. Pero también su genio. La poesía, el ímpetu improvisador de estas interpretaciones nunca han sido superadas.»[11]
- 1964 – Jan Panenka piano, Josef Suk violín, Josef Chuchro violonchelo (Supraphon). Obtuvo una calificación de 5 diapasones en Diapason y una calificación de 5 estrellas en Le Monde de la musique en octubre de 2008.
- 1964 – Beaux Arts Trio (Philips). Esta grabación ha adquirido con el tiempo el carácter de legendaria.[12] Diapason d'or en Diapason n.º 487 en diciembre de 2001. «La visión apolínea del Beaux Arts Trio en su mejor obra completa, queda plasmada en una grabación soberbia, carnosa y perfectamente definida.»[13]
- 1969 – Daniel Barenboim piano, Pinchas Zukerman violín, Jacqueline du Pré violonchelo (EMI Classics). Diapason d'or en Diapason n.º 603 en junio de 2012.
- 1970 – Wilhelm Kempff piano, Henryk Szeryng violín, Pierre Fournier violonchelo (Deutsche Grammophon). «Kempff, Szerning y Fournier dan primacía al mayor número de matices, a la sensualidad sonora.»[14]
- 2012 – Trío Wanderer (Harmonia Mundi).